# Lego Creator: Harry Potter
Lego Creator: Harry Potter är två datorspel där figurerna ser ut som om de är gjorda av Legobitar. De två spelen är Harry Potter de vises sten och Harry Potter hemligheternas kammare. Båda spelen baserar sig på det universum som finns i Harry Potter och är gjorda för Microsoft Windows.